# Villa du Bel-Air
Pour les articles homonymes, voir Bel Air.
Ne doit pas être confondu avec Cour du Bel-Air.
La villa du Bel-Air est une rue du 12e arrondissement de Paris.

## Situation et accès
La villa du Bel-Air, d'une longueur de 270 m et d'une largeur de 7,  située dans le quartier du Bel-Air, débute au no 102 bis, avenue de Saint-Mandé et se termine au no 6 sentier de la Lieutenance.
La villa du Bel-Air est accessible à proximité par les lignes de métro 1 à la station Porte de Vincennes et 6 à la station Bel-Air et par la ligne T3a du tramway aux arrêts Alexandra David-Neel et Montempoivre.

## Origine du nom
La villa du Bel-Air doit son nom à la proximité de l’avenue du Bel-Air.

## Historique
La partie comprise entre l’avenue de Saint-Mandé et la rue du Niger a été ouverte par l’organisme gérant la ligne de Petite Ceinture qui fait face aux habitations.
Avant l'annexion de cette partie du territoire de la commune de Saint-Mandé à celui de la ville de Paris en 1860, cette voie était déjà présente sous le nom de « rue Projetée » sur les plans cadastraux des années 1850.
Historiquement, la villa du Bel-Air proposait à la location des appartements pour célibataires et abritait au numéro 9,
une institution de demoiselles. L'entrée de la voie au niveau de la rue du Niger était d'ailleurs surmontée d'un portail en fer forgé orné de l'inscription « Villa du Bel-Air – Institution de demoiselles ».
- Villa du Bel-Air, Institution de demoiselles, Paris

"Villa
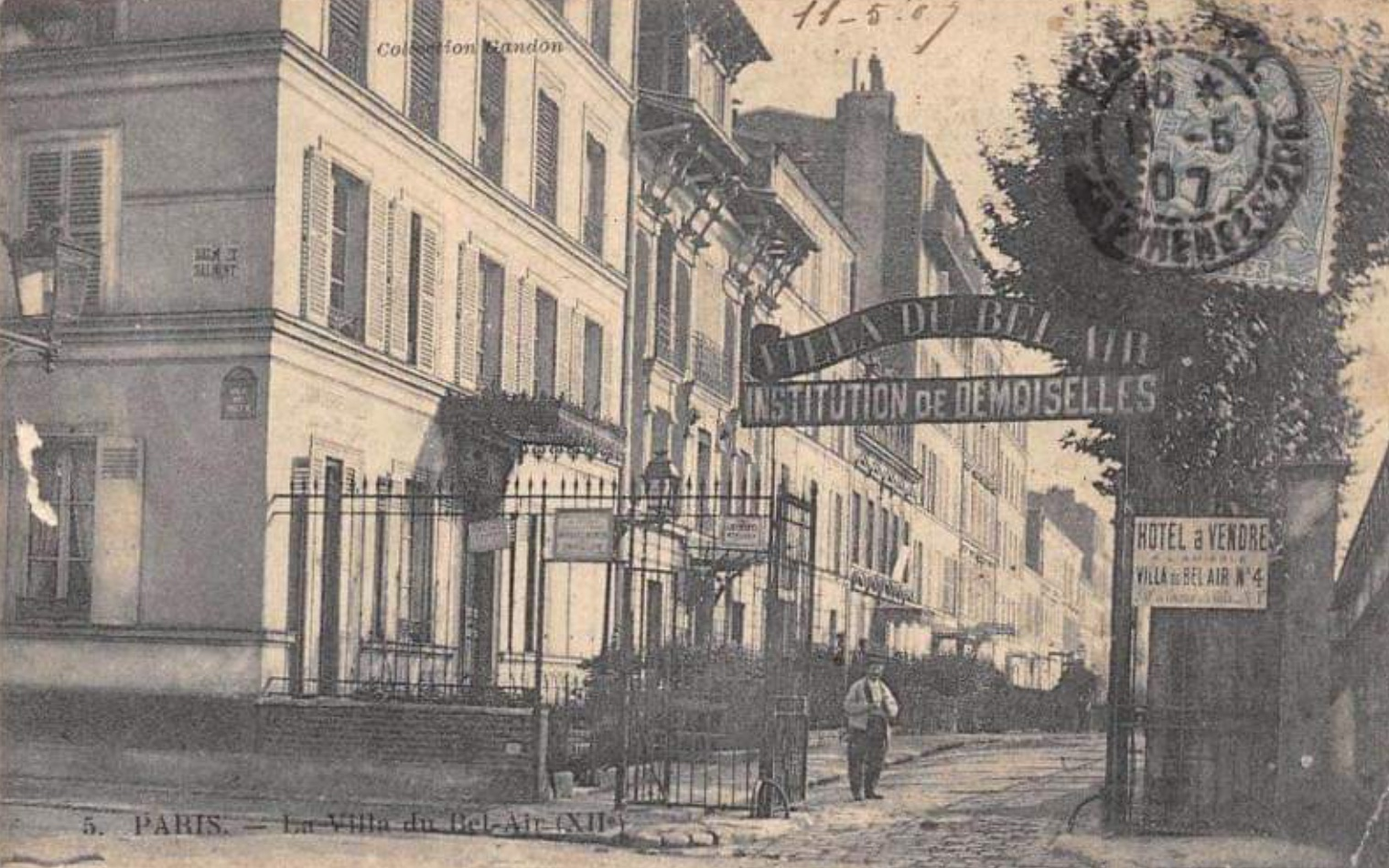
Carte postale datant de 1907.

## Bâtiments remarquables et lieux de mémoire
La villa du Bel-Air est connue des randonneurs et était une des voies d'accès  à la ligne de Petite Ceinture utilisée par les « urbex » avant l'aménagement d'un tronçon de cette ligne en espace vert. Depuis 2018 cet accès informel est une entrée du parc linéaire de la Petite ceinture du 12e.
Cette rue très calme de Paris, pavée, ombragée par de nombreux arbres et fleurie par l'association Villa Belle Belle Belle, n'est constituée d'habitations que d'un seul côté ; ces dernières sont donc numérotées sans alternance de 1 à 19, les numéros pairs et impairs étant situés du même côté.
L'homme politique Édouard Vaillant y est mort en 1915, à son domicile du no 15.

## Galerie

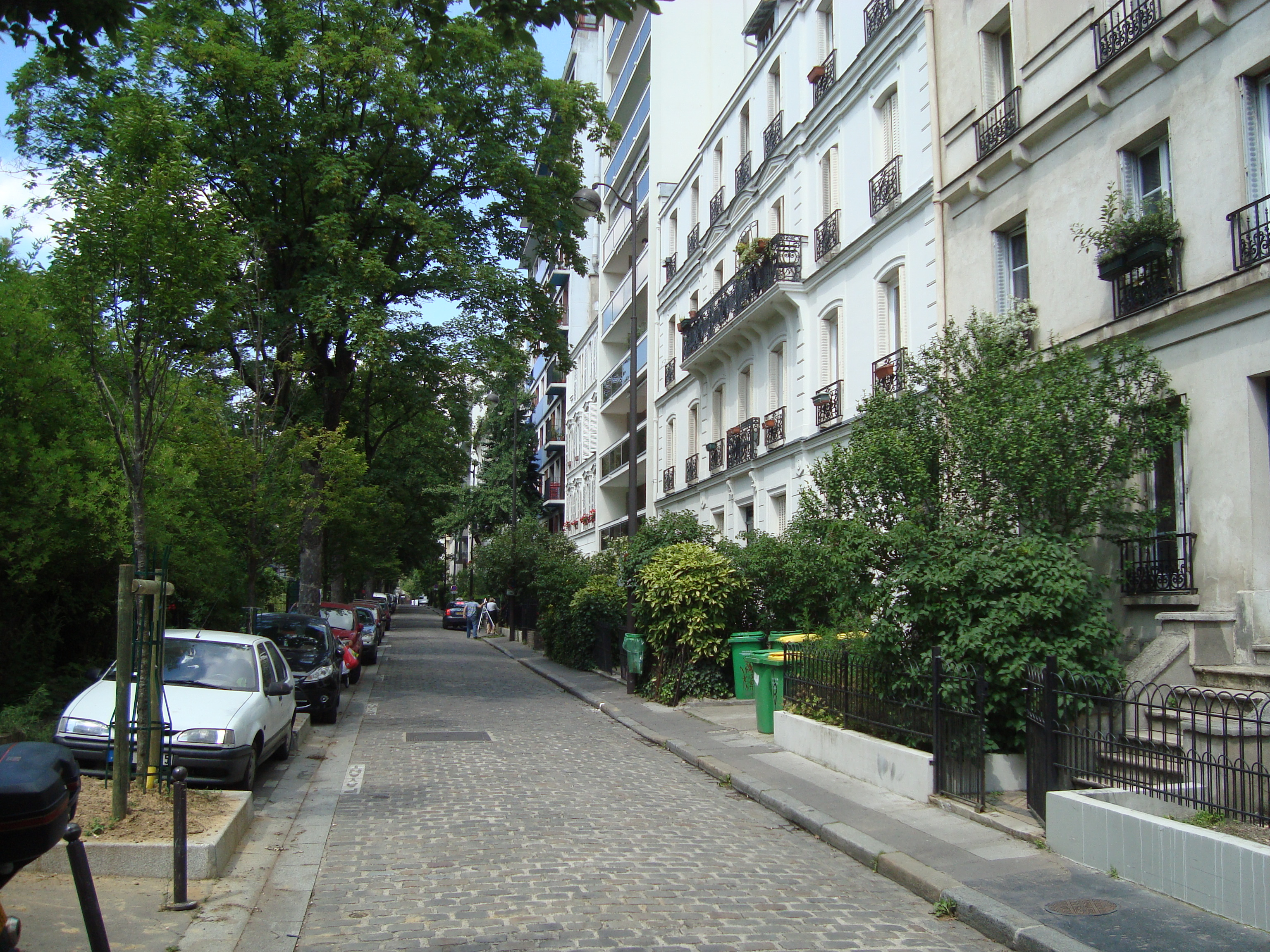
Vue de la villa depuis le sentier de la Lieutenance.
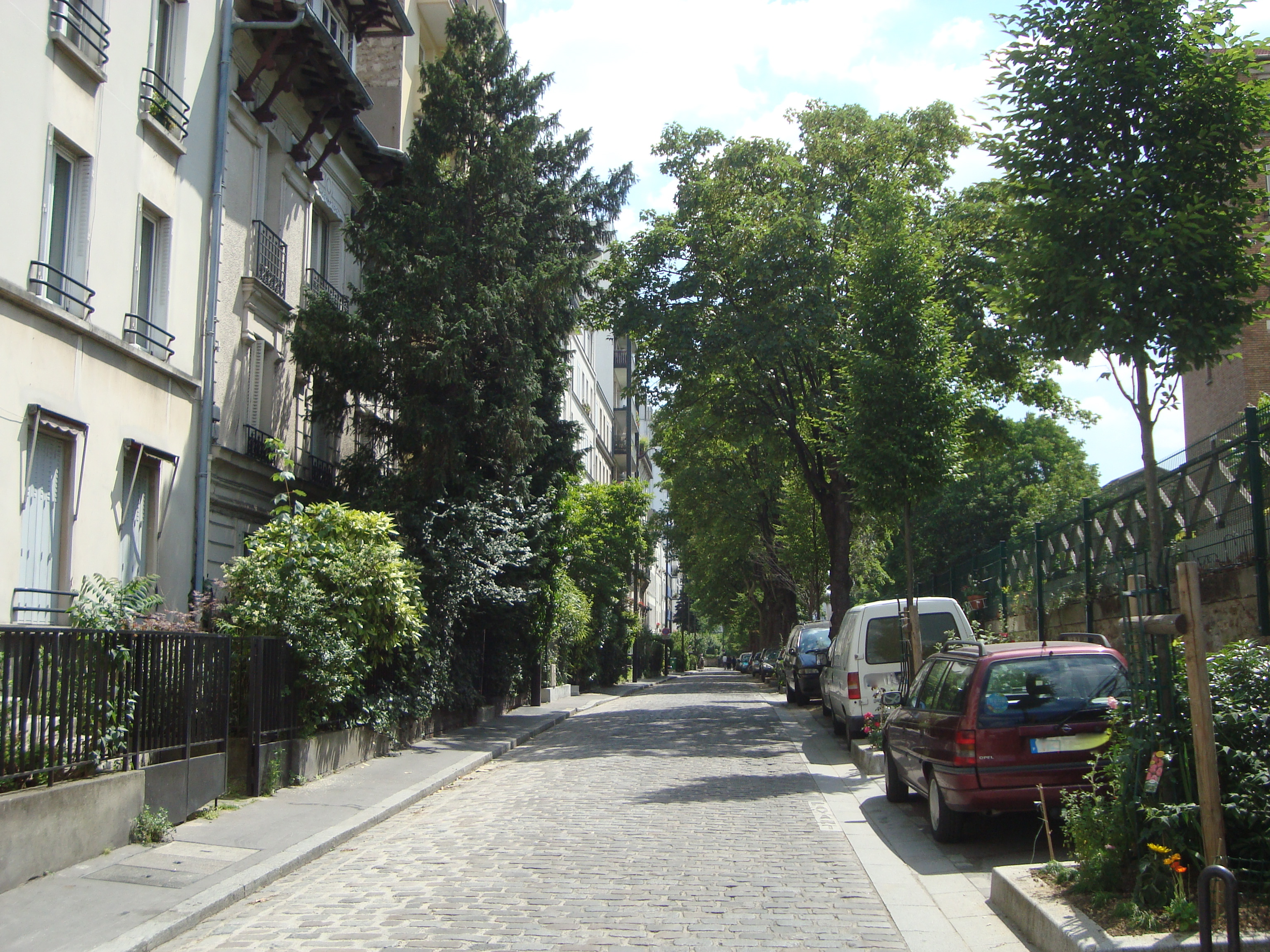
Vue de la villa depuis la rue du Niger.
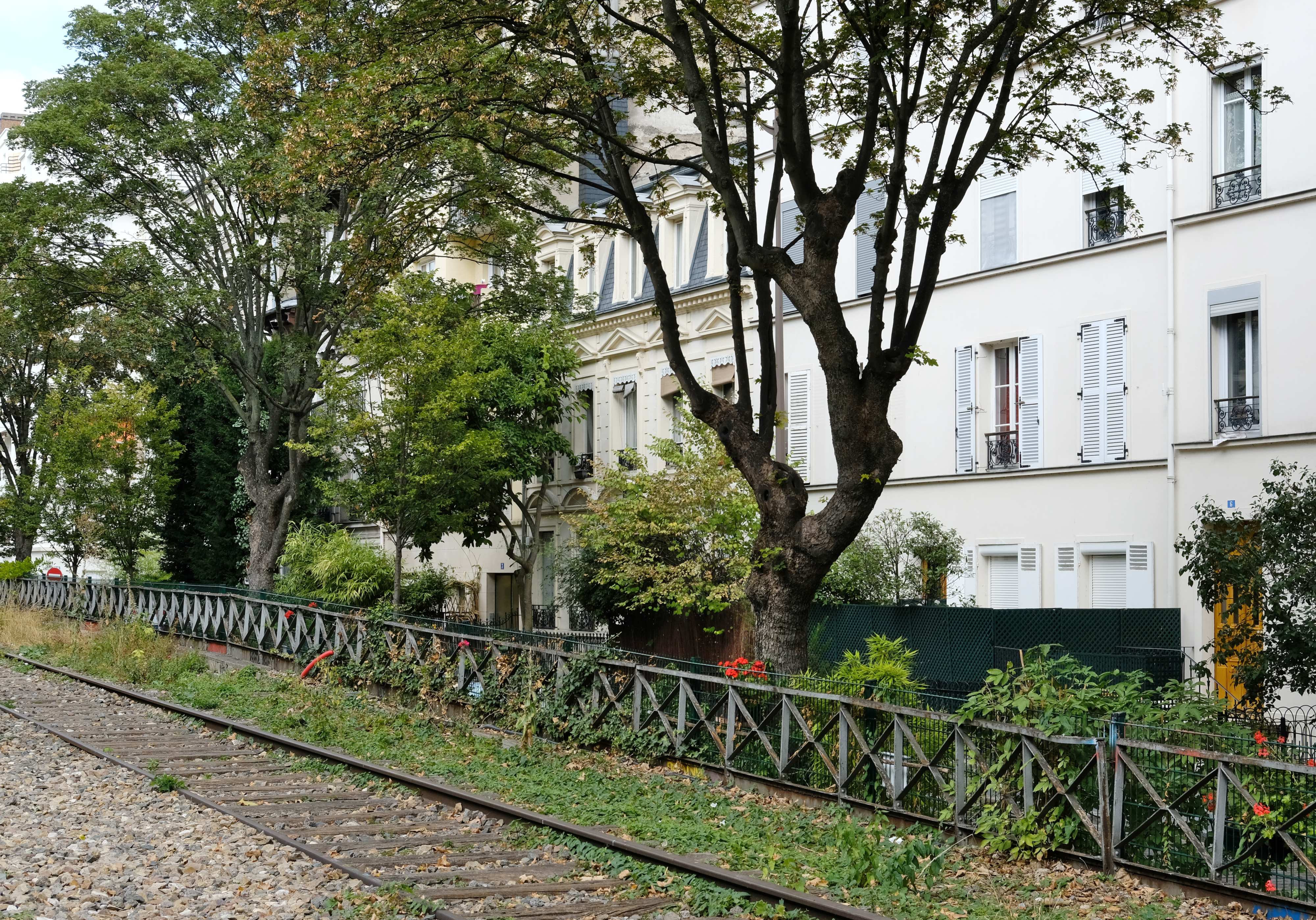
Vue de la villa depuis la Petite Ceinture du 12e.
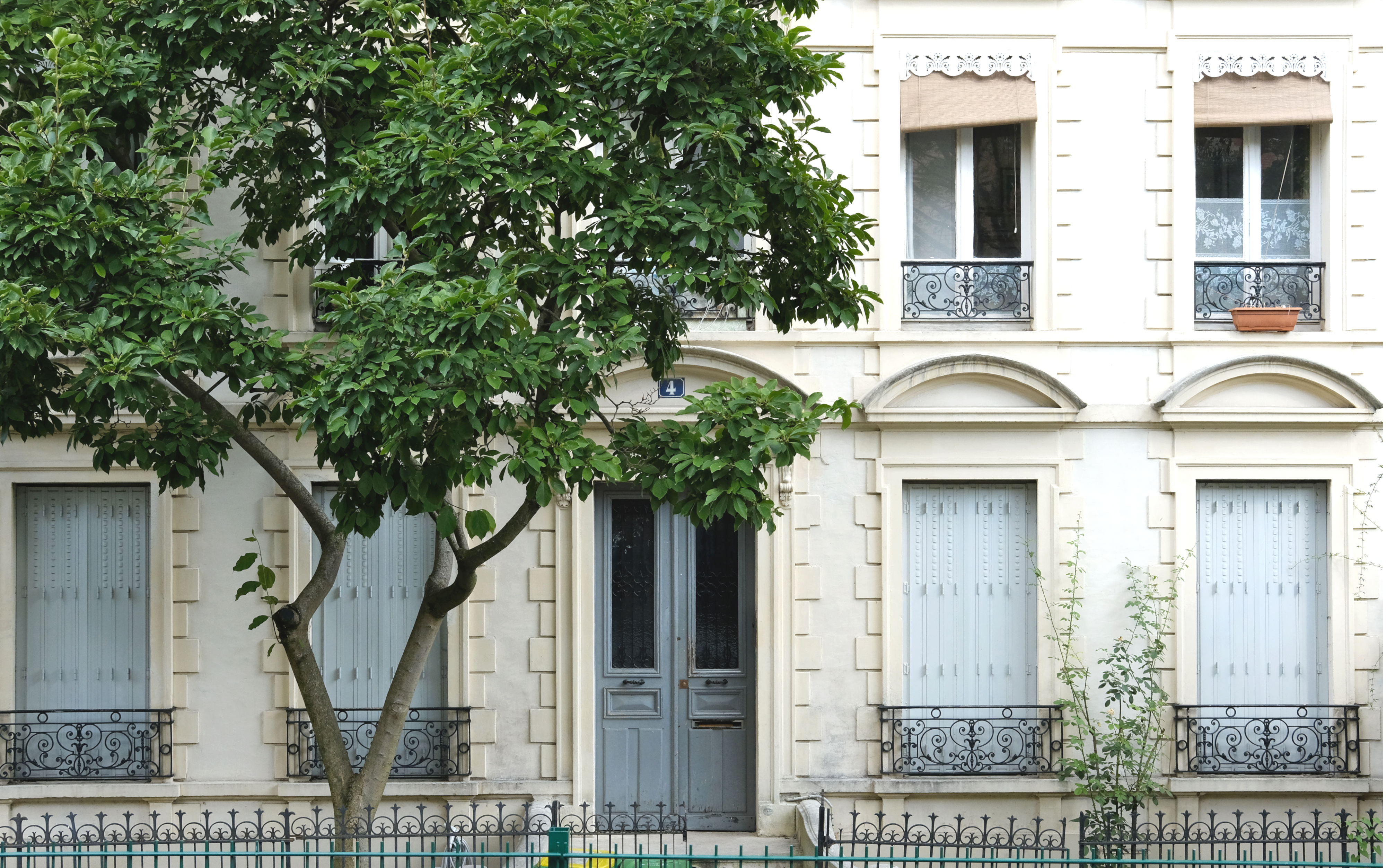
Façade du n°4.